# 郵便事業奈良ターミナル支店
郵便事業奈良ターミナル支店（ゆうびんじぎょう ならターミナルしてん、奈良TM支店）は郵便事業株式会社の一支店。ゆうパックの地域区分拠点の一つで、奈良県天理市に所在した。同住所にある、日本通運奈良ターミナル支店の敷地・建物のほぼ半分を買い取る形で2010年（平成22年）7月1日に新設され、奈良中央郵便局のゆうパックの区分機能を移転した。2011年8月28日に廃止。
奈良県のほぼ全域と大阪府東大阪市の生駒山上遊園地（郵便番号の上2桁が63地域）のゆうパックの地域区分を担当していた。現在は奈良中央郵便局が63地域のゆうパックの地域区分を行っている。

## 交通アクセス
- JR桜井線（万葉まほろば線） 櫟本駅から徒歩15分。
- 西名阪自動車道・名阪国道 天理ICから2km。
- 奈良県道51号天理環状線沿い。